# Novo Konyszko
Novo Konyszko (macedónul: Ново Коњско) település Észak-Macedóniában, a Délkeleti körzet Gyevgyelijai járásában.

## Népesség
| Lakosok száma | 236  | 298  | 279  | 224  | 219  | 157  | 145  | 136  | 518  |
|               | 1948 | 1953 | 1961 | 1971 | 1981 | 1991 | 1994 | 2002 | 2021 |

2002-ben 136 lakosa volt, akik közül 134 macedón és 2 szerb.